# Pseudophysocephala basilewskyi
Pseudophysocephala basilewskyi är en tvåvingeart som beskrevs av Camras 1962. Pseudophysocephala basilewskyi ingår i släktet Pseudophysocephala och familjen stekelflugor.
Artens utbredningsområde är Kongo. Inga underarter finns listade i Catalogue of Life.